# Trelleborgs Allehandas kulturpris
Trelleborgs Allehandas kulturpris är ett svenskt kulturpris, instiftat 2003.
Priset utdelas varje år sedan 2003 av dagstidningen Trelleborgs Allehanda till en kulturpersonlighet eller kulturverksamhet med anknytning till tidningens spridningsområde i Trelleborg med omnejd. Det kan gå till kända, väletablerade pristagare såväl som till de som arbetar mer i det tysta och pristagaren väljs ur en grupp av fem nominerade. De första åren utdelades priset i maj, men sedan 2008 utdelas det på hösten vid den så kallade Trelleborgsgalan tillsammans med dess andra priser. Priset är på 25 000 kronor.

## Pristagare
- 2003 – Rasmus Borg, ung pianist
- 2004 – Piggsvinsteatern, fri teatergrupp
- 2005 – Linus Fagerström, musikalartist
- 2006 – Symfoniorkestern Trelleborg, 60-årsjubilerande symfoniorkester
- 2007 – Precious, musikgrupp
- 2008 – Svante Sjöblom, bluesmusiker
- 2009 – Joachim Bäckström, operasångare
- 2010 – Josefin Skön, konstnär
- 2011 – Fredrik Kronkvist, saxofonist
- 2012 – Lisa Romèe, sångerska
- 2013 – Trellebelle Ukulele Orchestra, ukulele-ensemble
- 2014 – Rasmus Mononen, teater- och musikalaktör
- 2015 – Linnea Larsdotter Mikkelä, skådespelare och musiker
- 2016 – Jan Troell, filmskapare
- 2017 – Kim Wall, journalist[1]
- 2018 – Mattias Edvardsson, författare[2]
- 2019 – Lilla Beddinge Teater[3]
- 2020 – Lotta Wenglén[4]
- 2021 – Malin Kihlberg och Nicklas Östergren, Uniformsmuseet[5]
- 2022 – Michael Segerström, skådespelare, teaterregissör och författare[5]
- 2023 – Trelleborgs kulturskola[6]
- 2024 – Annika Börjesson[7]